# Alexander Ikonnikow
Alexander Jewgenjewitsch Ikonnikow (russisch Александр Евгеньевич Иконников, wiss. Transliteration Aleksandr Evgen'evič Ikonnikov; * 4. März 1974 in Urschum bei Kirow) ist ein russischer Schriftsteller, der überwiegend auf Deutsch publiziert.
Alexander Ikonnikow hat nach seinem Studium der Germanistik eine Zeit lang als Dorfschullehrer und Dolmetscher gearbeitet. Er lebt in der Stadt Kirow, ca. 800 Kilometer östlich von Moskau. Sein erster Roman Liska und ihre Männer ist im September 2003 erschienen.

## Werke
- Liska und ihre Männer. Rowohlt, Reinbek bei Hamburg 2003. Aus dem Russischen von Annelore Nitschke. ISBN 3-498-03216-X
- Taiga Blues. Alexander Fest, Berlin 2002. Aus dem Russischen von Annelore Nitschke. ISBN 3-8286-0150-2